# ウクライナ対外情報庁
ウクライナ対外情報庁（ウクライナたいがいじょうほうちょう、ウクライナ語: Служба зовнішньої розвідки України、略称: СЗРУ）とは、ウクライナの情報機関。政治、経済、軍事技術、科学技術、情報及び生態学分野における諜報活動を実施し、並びに国際組織犯罪、テロ対策に従事している。

## 歴史
2003年10月、レオニード・クチマ大統領は、対外諜報機関の設置を最高会議に提案した。提案では、対外諜報機関は法執行機能が制限され、情報活動にのみ専念することが規定された。
2004年2月、ウクライナ保安庁 (SBU) の情報総局及び「R」総局に基づき対外情報部が創設された。同年10月14日、大統領令により、独立機関としてのウクライナ保安庁が活動を始めた。

## 歴代長官
- 2004年2月 - :オレグ・シニャンスキー
- 2005年4月 - :ミコラ・マロムシュ中将（2008年にウクライナ上級大将に昇進）
- 2010年6月 - :グレゴリー・イリヤショフ（ウクライナ語版）
- 2014年2月 - :ヴィクトル・ホヴォズド（ウクライナ語版）
- 2017年9月 - :イェホル・ボジョク（ウクライナ語版）
- 2019年6月 - :ウラジスラフ・ブハリエフ（ウクライナ語版）
- 2019年9月 - :ヴァレリー・エフドキモフ（ウクライナ語版）
- 2020年6月 - :ヴァレリー・コンドラチュク（ウクライナ語版）
- 2021年7月 - :オレクサンドル・リトビネンコ
- 2024年3月 - :オレグ・イワシチェンコ